# Ростам-хан
Ростам-хан Саакадзе (груз. როსტომ-ხან სააკაძე, перс. رستم خان سپهسالار‎, (рож. 1588 — ум. 1643, Мешхед) — бейлербей Тебриза грузинского происхождения, командующий войском Сефевидов.
Он фигурирует в современных персидских и грузинских хрониках, а также является героем персидской биографии XVII века, написанной неким Биджаном, для его внука, его тёзкой и высокопоставленного офицера в Иране.

## Происхождения
Происходил из рода Саакадзе, сын грузинского дворянина Биджан-бея (Бижана), который сопровождал грузинского князя Баграт VII Картлийского в его изгнании ко двору Сефевидов после османского вторжения на грузинские земли в 1578 году. У него было два младших брата по имени Али-Кули и Иса

## История
Ростам-хан был воспитан мусульманином, поступил на придворную службу при шахе Аббасе I в возрасте 11 лет в 1599 году. Отличившись в кампаниях против османских армий и поднявшись по служебной лестнице, он стал ясавол-э сохбатом (старшим оруженосцем) шаха в 1603–1604 годах, сардаром в 1623–1644 годах, диванбегом в 1626–1627 годах, тюфенгчи-башы (командир мушкетерского корпуса) в 1630 годах, сепахсаларом (главнокомандующим) в 1631 году и бейлербеем Тебриза в 1635 году. Среди его достижений также было отвоевание священного города Наджаф в Ираке во время войны против османов в 1631 году.
Во время восстаний курдов, находившихся в то время в подчинении Османского империи, под руководством бейлербея Рустам-хана кызылбаши осадили крепость Ван в середине августа 1633 года.
В 1634 году (1044 по хиджре) армия султана Мурада IV, оснащённая пушками и таранами, ставила своей целью завоевание Тебриза, но после взятия крепости Ван двинулась на Ереван. Об этом было доложено во дворец Сефевидов и в соответствии с указаниями немедленно была проведена мобилизация: гвардейцы, рабы, стрелки пришли в лагерь Ростам-хана в Тебризе и объединились под его руководством. Было принято решение блокировать османскую армию по всем направлениям
Когда армия Ростам-хана подошла к Тебризу и вступила в войну с османами, султан Мурад был вынужден отступить в направлении Сельмаса и вернулся в Стамбул. По словам И. К. Павловой, в результате осады Тебриза иранской армией в городе начался голод, вынудивший османов сдать крепость.

### В Грузии
Во главе иранской армии Ростам-хан помог своему соотечественнику грузину-мусульманину на службе у Сефевидов и младшему брату сюзерена его отца Баграт-хана —Хосров-Мирзе закрепить за собой трон Картли, на который Хосров-Мирза официально взошёл под именем Ростом в 1633 году. Однако излишний в отношениях Ростам-хан с грузинской оппозицией, особенно его разрушительный набег на родовые поместья Цицишвили, вызвали раскол между ними. Современные грузинские источники связывают безжалостность Ростама-хана с его болезненными детскими воспоминаниями, связанными с преследованием его семьи.

## Последние годы и смерть
В конце правления шаха Сефи I, Ростам-хан намеревался отразить узбекское восстание на востоке, но смерть шаха в 1642 году помешала ему.
Позже отозванный из Картли иранским правительством, Ростам-хан был военачальником в Хорасане при воцарении шаха Аббаса II в 1642 году. В начале 1643 года он обосновался в Мешхеде, чтобы организовать попытку отвоевать Кандагар у Империи Великих Моголов. Визирь нового падишаха по имени Сару Таки считал его личным соперником и добился указа о казни его за отказ подчиниться приказу из столицы. Ростам был казнён по приказу шаха Аббаса II по обвинению в государственной измене в Мешхеде, а его брат, диванбег Али-Кули был отстранён от должности.
Тем не менее, даже после смерти Ростам-хана его потомки продолжали занимать видные должности в государстве Сефевидов. Его сын Сефи-Кули служил наместником и диванбегом, тогда как другой его сын, Биджан, был бейлербеем Тебриза.

## Семья
В 1634 году был обручён с грузинкой по имени Титифали, сестрой Лаванд-хана из рода Дадиани. У Ростам-хана было 3 сыновей — Сефи-Кули, Биджан и Таги-султан.